# Roberto Kovalick
Roberto Kovalick Amado ou simplesmente Roberto Kovalick (Santana do Livramento, 24 de março de 1965) é um jornalista, repórter e apresentador de televisão brasileiro.

## Biografia
Nascido no Rio Grande do Sul, Roberto Kovalick é graduado em jornalismo em 1986 pela Universidade Federal do Rio Grande do Sul (UFRGS). Começou como estagiário da Rádio da Universidade da UFRGS. Em seguida começou a trabalhar na Rádio Gaúcha de Porto Alegre como repórter, participando de grandes coberturas como a do motim Presídio Central de Porto Alegre em 1987. Depois transferiu-se para a RBS TV, onde atuou na reportagem por três anos. Foi capa da Revista Vitrine em 2009, revista de maior circulação na comunidade brasileira no Japão.[carece de fontes?]
Permaneceu cinco anos como repórter em Brasília (de 2000 a 2004) e dez anos na cidade do Rio de Janeiro (de 1990 a 2000). Foi também correspondente da TV Globo nos Estados Unidos durante quatro anos, em Nova Iorque, de 2005 a 2008. Foi o correspondente da TV Globo na Ásia, Tóquio, produzindo matérias com suporte da equipe da IPCTV (primeira afiliada da rede no exterior).
A partir de meados de 2013 transfere-se para Londres, como correspondente da TV Globo. Em janeiro de 2016, retornou ao Brasil como repórter especial em São Paulo. Em abril de 2017, assume como apresentador eventual do SPTV, e em fevereiro de 2019, torna-se apresentador eventual do Bom Dia São Paulo e do Bom Dia Brasil, na participação de São Paulo. Em 27 de abril de 2019, assume a apresentação eventual do Jornal Hoje.
Em 3 de setembro de 2019, a TV Globo anunciou que ele assumiria a bancada do Hora Um a partir de 9 de setembro, substituindo Monalisa Perrone que deixaria a emissora e ainda, assumindo a apresentação eventual do Jornal Nacional, onde estreou em 11 de janeiro de 2020. Em novembro de 2020, passou a ser apresentador  eventual do Jornal da Globo.

## Telejornais
| Ano           | Título            | Emissora           | Função                |
| ------------- | ----------------- | ------------------ | --------------------- |
| 2017-21       | SPTV              | TV Globo São Paulo | Apresentador eventual |
| 2019-21       | Bom Dia São Paulo | TV Globo São Paulo | Apresentador eventual |
| 2019-presente | Hora 1            | TV Globo           | Apresentador          |
| 2020-presente | Jornal Nacional   | TV Globo           | Apresentador eventual |
| 2019-presente | Jornal Hoje       | TV Globo           | Apresentador eventual |
| 2020-24       | Jornal da Globo   | TV Globo           | Apresentador eventual |